# Turnier im Pferdesport

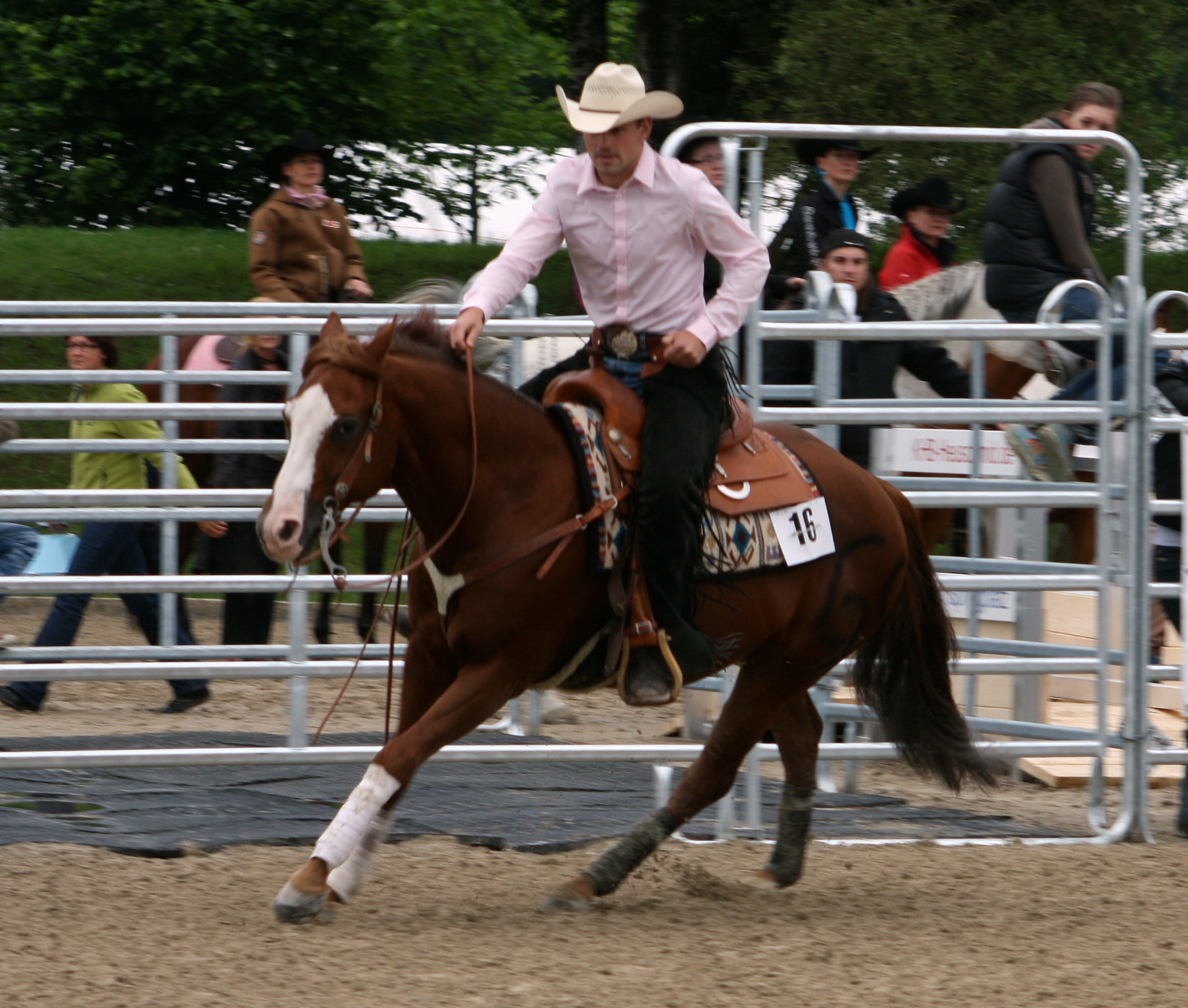
Reining: Westernreiten bei einem Reitturnier

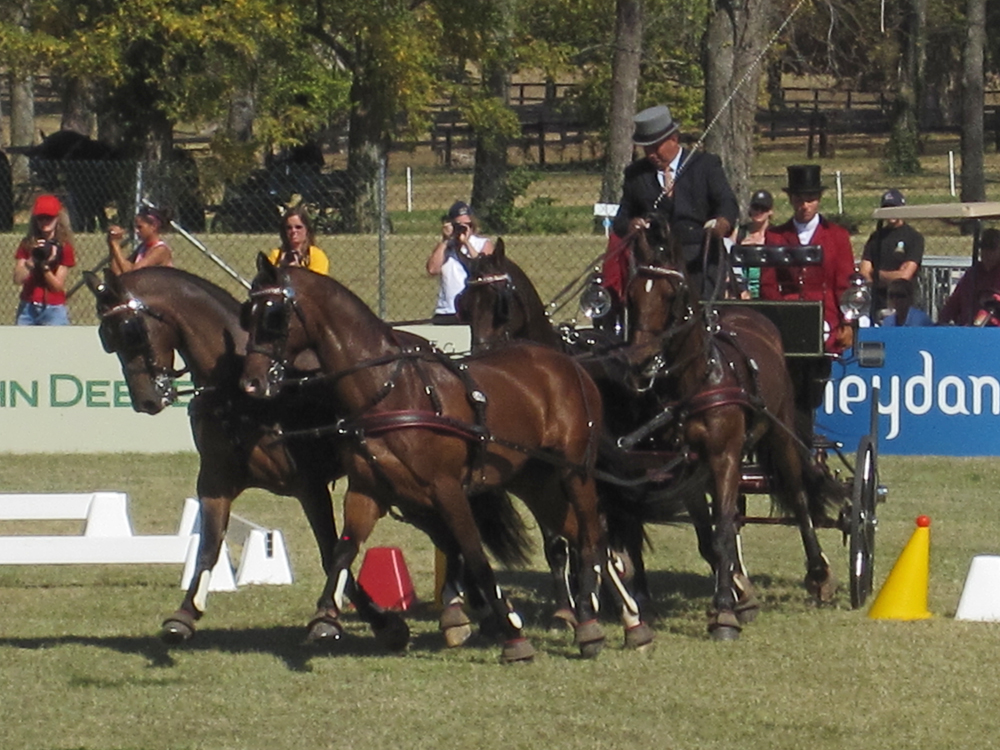
Vierspännerfahren

Ein Turnier im Pferdesport, meist Reitturnier, umfasst Wettkämpfe mit dem Pferd als Sportpartner. Dabei treten Reiter und Pferde in verschiedenen Prüfungen gegeneinander an.
Im Pferderennsport ist der Begriff „Turnier“ nicht üblich, die Renntage im Galopp- und Trabrennsport folgen eigenen Regeln (hierzu siehe Pferderennen und Trabrennsport). Weitergehende Informationen zum Voltigieren als Turniersport sind unter Voltigieren als Turniersport zu finden.

## Geschichte

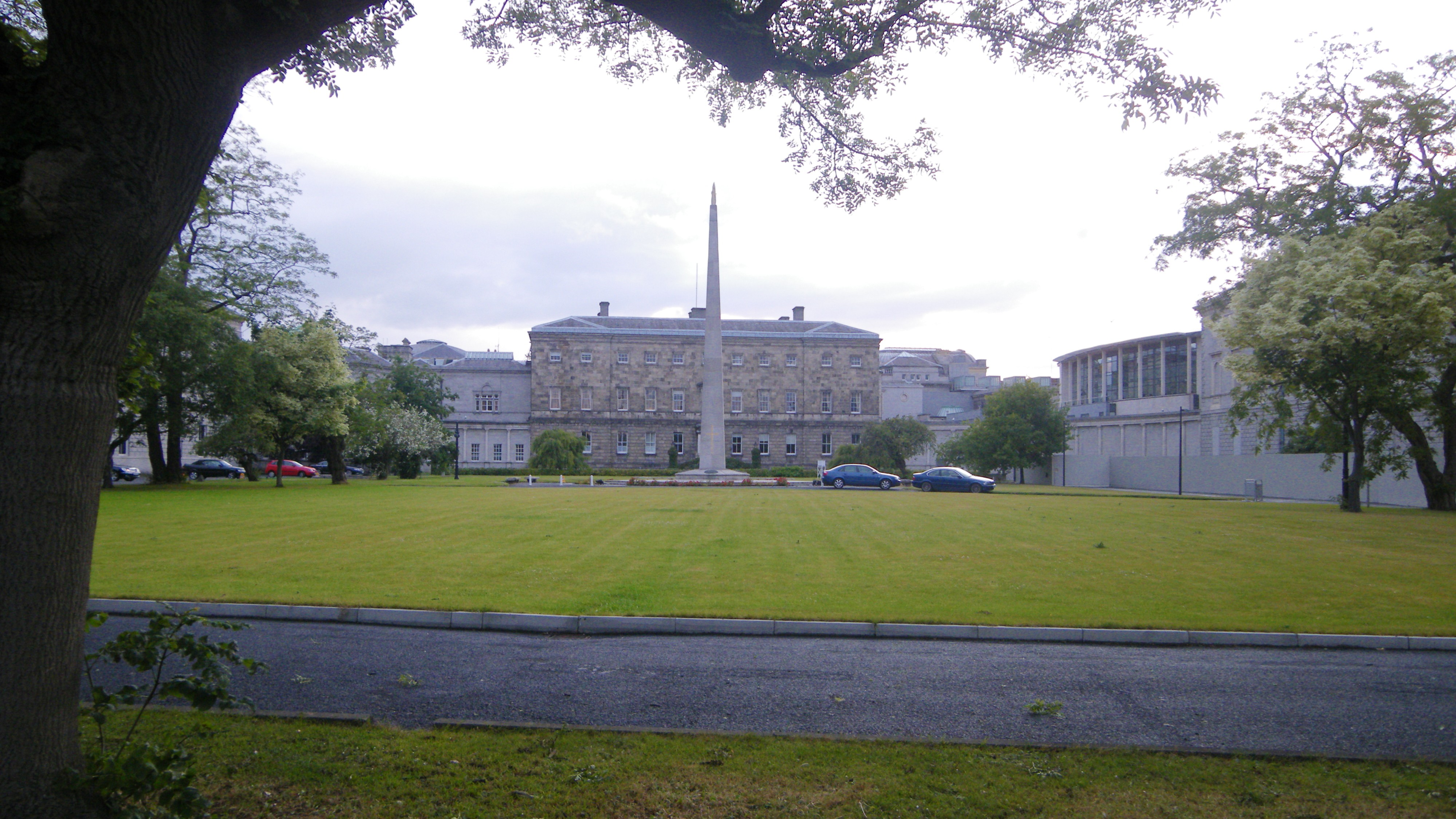
Der Merrion Square in Dublin, Austragungsort der ersten Springprüfungen im Jahr 1864

Die Ursprünge von Wettbewerben „zu Pferde“ bzw. mit von Pferden gezogenen Wagen geht weit zurück: Bereits im Ägypten des Altertums finden sich Belege für Reiterballspiele (ca. 2000 v. Chr.). Wagenrennen waren im Altertum in mehreren Hochkulturen verbreitet. Im Mittelalter waren Pferde fester Bestandteil des ritterlichen Wettkampfes bei Turnieren. Viele Aufgaben und Lektionen der höfischen Reitkunst des Barock finden sich heute im heutigen Dressurreitsport wieder. Der Pferderennsport vollzog seine eigene geschichtliche Entwicklung seit der Antike.
Die Anfänge des Reitsports der Moderne erfolgen Mitte bis Ende des 19. Jahrhunderts. Als Geburtstag wird heute der 15. April 1864 angesehen: An diesem Tag führte die Royal Dublin Society vor dem Leinster House in Dublin zwei Wettbewerbe durchführen, die die Eignung von Pferden für die Fuchsjagd überprüfen sollten. Es handelte sich um einen Hochsprung- und einen Weitsprungwettbewerb. Zwar hatte es auch schon zuvor in Europa und Nordamerika Pferdeschauen gegeben, wobei es sich jedoch weniger um sportliche Wettbewerbe von Mensch und Pferd, sondern eher um Zucht- und Eignungskonkurrenzen handelte.
In Nordamerika geht die Upperville Colt & Horse Show in Virginia auf das Jahr 1853 zurück, doch auch hier wurden Springprüfungen vermutlich erst später ausgerichtet. Eine weitere frühe Austragungsstätte neben der Dublin Horse Show (seit 1881 in Ballsbridge) war der ab 1866 durchgeführte mehrwöchige Concours central in Paris. Dieser fand zunächst im Palais de l’Industrie und von 1901 bis 1958 im Nachfolgebau, dem Grand Palais, statt.
Im deutschsprachigen Raum machte Pressburg (Bratislava) den Anfang. Hier fand 1872 im Rahmen einer Wohltätigkeitsveranstaltung besonders rittige Militärpferde vorgestellt, ein Jahr später (am 25. April 1873) wurde mit dem „Preisreiten“ eine erste Form der Dressurprüfung durchgeführt. Diese Veranstaltung wechselte 1875 nach Wien-Krieau, wo mit dem „Preisspringen“ auch eine Springprüfung hinzukam.
In den 1890er Jahren kamen Fahrsportwettbewerbe sowie kurzzeitig sogenannte Dauerritte (Raids), militärische Vorläuferveranstaltungen des heutigen Distanzreitens, auf. Im Springreiten kam die Begrifflichkeit Grand Prix (Großer Preis) für die Hauptprüfung einer Veranstaltung auf. Im Deutschen Reich wurden die ersten Concours hippique ab den 1890er Jahren durchgeführt.

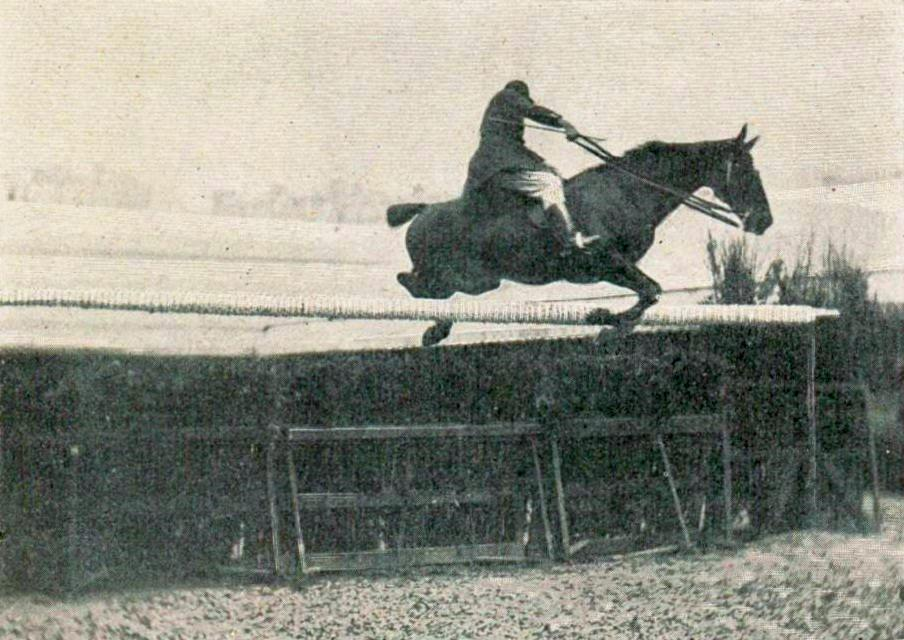
Hochsprungwettbewerb beim CHI Paris 1900 (Olympische Spiele 1900)

Im Jahr 1900 wurde aus Anlass der Weltausstellung in Paris im Anschluss an den Concours central an drei Tagen internationale Wettbewerbe durchgeführt, der erste Concours Hippique International (CHI). Dieser Wettbewerb, fast ohne Beteiligung der bis zum Zweiten Weltkrieg im Reitsport prägenden Offiziere stattfand, wurde nachträglich zu den ersten Reitsportwettbewerben der Olympischen Spiele der Neuzeit erklärt.
Mit dem Championnat du cheval d’armes 1902 wurde die erste Military (Vielseitigkeitsprüfung) durchgeführt, drei Jahre später die erste internationale Military 1905 in Brüssel. Im Jahr 1909 wurde der erste Nationenpreis im Springreiten in der Londoner Olympia Hall ausgetragen. Im Jahre 1912 wurden drei Reitsportdisziplinen dann in den festen Kreis der olympischen Disziplen aufgenommen. Die Gründung des Weltpferdesportverbandes FEI erfolgte erst 1921.
In den 1920er Jahren erlebten Amazonenprüfungen für Damen im Springreiten eine Blüte. In den Jahren 1929 bis 1932 wurden sogar eigene Nationenpreise für „Amazonen“ ausgeschrieben. Auch wenn zivile „Herrenreiter“ bereits von Beginn der modernen Reitsportwettbewerbe an eine große Rolle spielten, waren sie doch bis 1948 weitgehend von den olympischen Reitwettbewerben ausgeschlossen – dort waren lange Zeit nur Offiziere zugelassen. Ab 1952 begann dann auch bei den Olympischen Spielen die Entwicklung des Reitsports hin zu zivil geprägten Sportdisziplinen, bei denen Männer und Frauen in Wettbewerben zusammen antreten. Im Springreiten wurden in den Nachkriegsjahrzehnten bis 1974 noch gesonderte Welt- und Europameisterschaften für Amazonen ausgeritten.

## Turnierzeiten
In der Regel finden Turniere an den Wochenenden (Freitag bis Sonntag) statt. Kleinere, oft ein- oder zweitägige Turniere, die sich hauptsächlich an Berufsreiter richten und überwiegend aus Prüfungen für junge Pferde bestehen, finden auch unter der Woche statt.
Der mögliche Zeitraum für Pferdeleistungsschauen richtet sich nach der Disziplin. Turniere im Vielseitigkeits- und Distanzreiten sind an die „Grüne Saison“ gebunden und finden daher von April bis Oktober statt. Andere Pferdesportdisziplinen können auch in Hallen stattfinden, somit steht das gesamte Jahr als Veranstaltungszeitraum zur Verfügung. Generell findet jedoch eine deutlich höhere Zahl von Turnieren in der „Grünen Saison“ statt.

## Reglement
Im Rahmen der Turniere werden eine oder mehrere Prüfungen ausgetragen. Diese Prüfungen können nach internationalem Reglement der FEI oder nach nationalem Reglement durchgeführt werden.
Internationale Turniere führen offiziell, je nach Disziplin, verschiedene französischsprachige Bezeichnungen. Bekannter als diese Bezeichnungen sind deren Abkürzungen, so zum Beispiel CDI für ein international ausgeschriebenes Dressurturnier.
In Deutschland wird zwischen den Begriffen Pferdeleistungsschau (abgekürzt PLS) und Breitensportveranstaltung (BV) unterschieden. Bei einer Pferdeleistungsschau handelt es sich um ein Turnier, dessen Prüfungen nach internationalem Reglement der FEI oder nach nationalem Reglement durchgeführt werden. Die Prüfungen nationaler Pferdeleistungsschauen in Deutschland sind nach den Regeln der Leistungsprüfungsordnung (LPO) ausgeschrieben, im Rahmen dieser Turniere sind auch Wettbewerbe nach der Wettbewerbsordnung für den Breitensport (WBO) möglich.
Reine WBO-Turniere in Deutschland werden offiziell als Breitensportveranstaltung bezeichnet. Diese können vom Wettbewerbsangebot Pferdeleistungsschauen sehr ähnlich sein (zum Beispiel Hausturniere von Reitervereinen mit Spring- und Dressurprüfungen), können aber auch deutlich darüber hinausgehen (Breitensportturnier).
In Österreich regelt die Österreichische Turnierordnung (ÖTO) den Ablauf von Reitturnieren, in der Schweiz sind dies die Reglemente des Schweizerischen Verbandes für Pferdesport.
Bei Turnieren kommen unterschiedliche Klasseneinteilungen zum Einsatz, so werden sowohl verschiedene Prüfungsklassen (von der Einsteigerklasse bis zur schweren Klasse) als auch Alters- und Leistungsklassen unterschieden.

## Richter und Richten

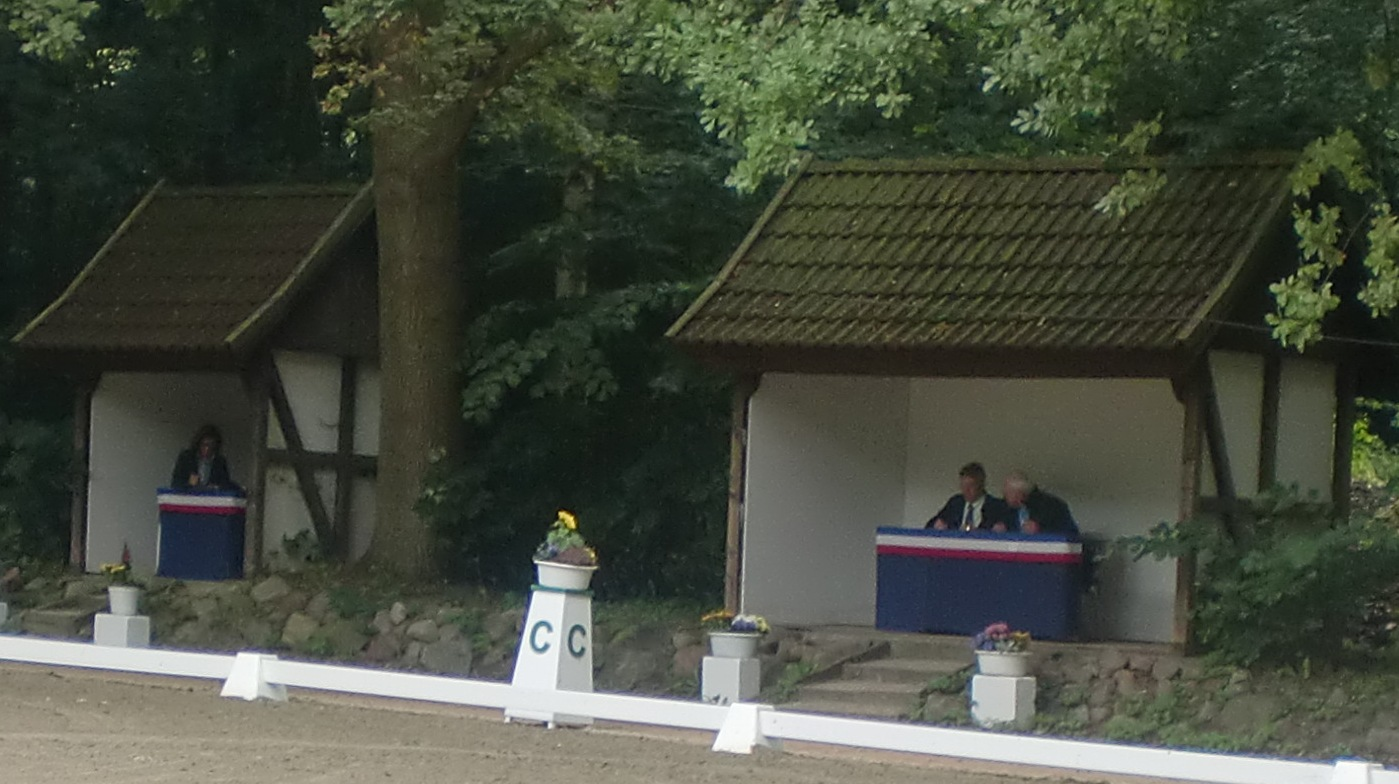
Dressurrichter bei der Notenvergabe

Den Richtern kommen bei einem Turnier im Pferdesport zwei Aufgaben zu. Zum einen überwachen sie den regelgerechten Ablauf der Veranstaltung. Zum anderen richten sie die verschiedenen Prüfungen wie Springen und Dressur. Während Richtern in Springprüfungen meist eine eher beobachtende Rolle zukommt, entscheiden sie in Dressurprüfungen und in Stilspring- sowie Aufbauprüfungen über die Bewertung der einzelnen Ritte. Wie in fast allen Sportarten ist der Richterspruch endgültig. Es gibt jedoch Möglichkeiten des Einspruchs.
Alle Richter mit der jeweiligen Zulassung für die verschiedenen Klassen und Disziplinen werden jedes Jahr in der Richterliste veröffentlicht. Um die Zulassung für eine Klasse zu erhalten, muss der Bewerber an Lehrgängen und Prüfungen teilnehmen. Um als Richter zugelassen zu werden, muss der Bewerber in der Regel über Leistungsabzeichen nachweisen, dass er über entsprechende eigene Reit-/Fahrpraxis verfügt.
Richter kommen auch bei Körungen, Hengstleistungsprüfungen und Zuchtschauen zum Einsatz.

## Kleidung und Ausrüstung

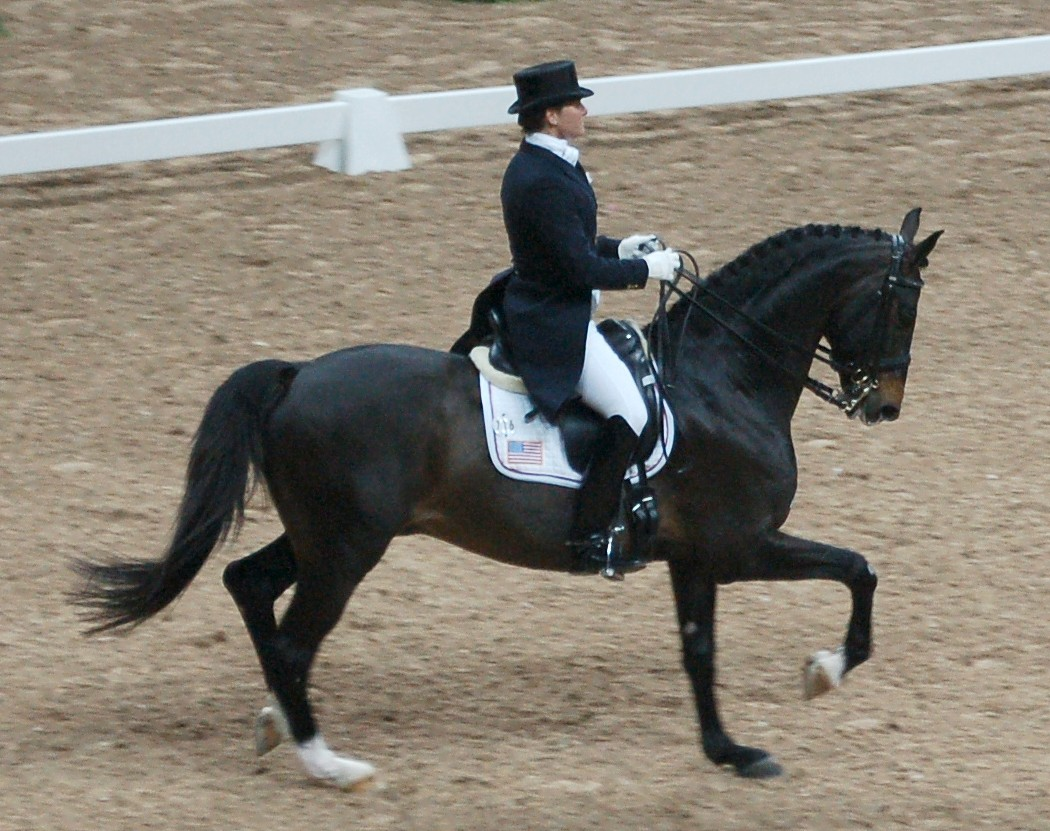
Dressurreiterin bei einem internationalen Reitturnier, die Prüfung wird auf Kandare geritten

Bei Turnieren existieren im Regelfall Kleidungsvorschriften, die sich jedoch zwischen den einzelnen Disziplinen unterscheiden. Bei Prüfungen für Turniereinsteiger sind diese oftmals weniger streng. Ob und in welcher Größe Logos oder Werbung zugelassen ist, ist ebenfalls geregelt.
Im Spring- und Dressurreiten sind beispielsweise für den Reiter dunkle Reitstiefel oder optisch ähnliche Chaps, helle (weiße) Reithose, Oberteil (Hemd oder Bluse), Reitsakko/-jackett, Krawatte bzw. Plastron und Reithelm zu tragen. In den höheren Prüfungsklassen im Dressurreiten ist anstelle eines Jacketts ein Frack zulässig bzw. vorgeschrieben. Aus der Ausschreibung und dem Turnierreglement geht bei Dressurprüfungen zudem hervor, ob diese auf Trense oder Kandare geritten werden müssen, in anderen Disziplinen sind die Art und Details der zulässigen Zäumungen generell im Turnierreglement festgelegt. Das nationale Reglement (LPO-Ausrüstungskatalog, LPO, WBO) bzw. internationale Reglement der FEI legt fest, ob beispielsweise Fliegenmützen erlaubt sind.
In Geländeprüfungen sind Sicherheitswesten zum Schutz des Reiters vorgeschrieben (siehe hierzu auch Vielseitigkeitsreiten#Ausrüstung). Generell sind Schutzwesten jedoch in allen Leistungsprüfungen erlaubt. In den Disziplinen des Westernreitens sind orientierten sich die Kleidungsvorschriften an der traditionellen Bekleidung der Cowboys Nordamerikas.
Neben den Hilfen sind in Turnieren auch der Einsatz von Hilfsmitteln reglementiert: einfache Hilfszügel sind höchstens in Einsteigerwettbewerben zugelassen, Martingale hingegen sind beim Springreiten in allen Klassen häufig anzutreffen. Für Sporen gibt es Regeln zur Benutzung und der zulässigen Größe. Der Einsatz von Gerten und Peitschen ist ebenfalls geregelt.

## Siegerehrungen

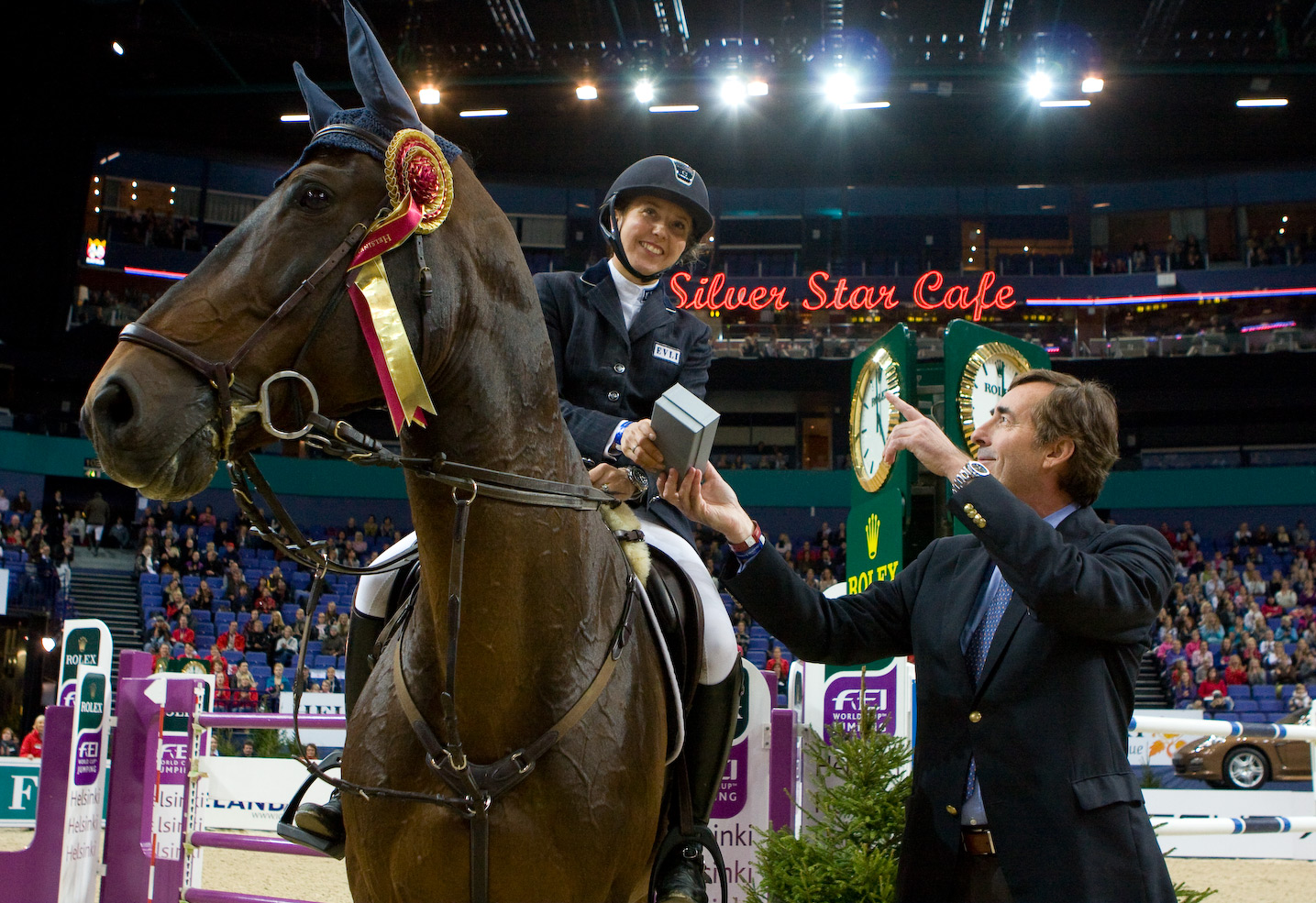
Siegerehrungen bei einem internationalen Hallenreitturnier in Finnland: Die Siegerin bekommt einen Ehrenpreis überreicht

Im Regelfall findet kurz nach Ende einer Prüfung eine Siegerehrung statt. In den Prüfungen eines Turniers wird je nach Ausschreibung platziert, meist ein Drittel oder ein Viertel des Starterfeldes. Meist bekommt das beste Viertel der Teilnehmer Preisgeld, soweit nicht in der Ausschreibung festgelegt ist, dass kein Preisgeld ausgezahlt wird. Ergänzend dazu werden teilweise Ehrenpreise (Sachpreise) vergeben.
Üblicherweise sind die platzierten Teilnehmer verpflichtet, an der Siegerehrung teilzunehmen, dies soll oder muss zusammen mit dem Pferd erfolgen. Bei der Siegerehrung erhalten die platzierten Sportler Schleifen, die während der Siegerehrung an der Ausrüstung des Pferdes befestigt werden. Welche Farben die Schleifen haben, ist nach Verband und Sportart unterschiedlich: während in Deutschland in vielen Pferdesportdisziplinen goldene Schleifen an den Sieger vergeben werden, orientiert sich das Westernreiten hier an den Vereinigten Staaten. Dort erhält der Sieger eine blaue Schleife.

## Pferdeleistungsschauen (Deutschland)

### Ausschreibung und Nennung
Pferdeleistungsschauen werden von einem Sportverein (Reitverein) ausgerichtet. Championate (Meisterschaften) oder Zuchtveranstaltungen werden auch vom jeweiligen Verband (Landesverband, Regionalverband) ausgerichtet.
Mit der Ausschreibung der Pferdeleistungsschau werden Reiter von Vereinen der Region eingeladen. Die Ausschreibung erscheint je nach Verband in einer Fachzeitschrift im Vorvormonat der Veranstaltung und / oder im Turnierkalender des FN-Nennungsportals Nennung-Online. In der Ausschreibung werden die verschiedenen Prüfungen mit dem zugelassenen Teilnehmerkreis je Leistungsklasse aufgezählt. Außerdem wird eine vorläufige Zeiteinteilung angegeben, aus der ersichtlich ist, an welchem Tag welche Prüfung stattfinden soll. In Ausschreibungen wird zusätzlich auch noch angegeben, welche Verbände teilnehmen dürfen und somit für die Pferdeleistungsschau zugelassen sind. Häufig ist auch angegeben, dass eine bestimmte Anzahl an Einzelreitern vom Veranstalter selbst eingeladen worden ist.
Reiter reservieren durch die Abgabe einer Nennung Startplätze in den einzelnen Prüfungen, in denen sie teilnahmeberechtigt sind, und geben ihre Turnierpferde an. Eine Rückmeldung, die meist positiv an den Nenner zurückkommt, sagt aus, dass die Nennung akzeptiert wurde. Doch bedeutet das noch nicht, dass der Reiter an den Start in der jeweiligen Prüfung gehen darf, weil bis zu diesem Zeitpunkt noch nicht geprüft wurde, ob die Leistungsklasse und die anderen Bestimmungen auch denen des Nenners entsprechen. Die Nennung über Nennung-Online ist für die Teilnahme an Prüfungen gemäß LPO und Wettbewerben gemäß WBO zum Standard geworden. Auch ohne eine Jahresturnierlizenz und ohne eingetragenes Turnierpferd kann das Nennungsportal genutzt werden. Nur vereinzelt werden Nennungen für WBO-Wettbewerbe noch über ein Nennungsformular beim Turnierveranstalter eingereicht.
Nennungsschluss ist meist etwa vier Wochen vor dem Veranstaltungstermin. Die Nennung muss bis Nennungsschluss beim Veranstalter eingegangen sein, Nachnennungen sind mit Zusatzgebühren versehen. Es können so genannte Late-Entry-Turniere ausgeschrieben werden, bei denen der Nennungsschluss erst unmittelbar vor dem Veranstaltungstermin liegt. Das Nenngeld wird über das Nennungsportal Nennung-Online per Lastschriftverfahren eingezogen. Bei einer Nennung über das Nennungsformular muss das gesamte Nenngeld als Verrechnungsscheck beiliegen. Das Nenngeld wächst mit zunehmendem Schwierigkeitsgrad der Prüfung und korreliert mit dem zu gewinnenden Preisgeld in der Prüfung.
Abhängig von der Anzahl an Nennungen für die einzelnen Prüfungen erstellt der Veranstalter die Zeiteinteilung, in der der Beginn der einzelnen Prüfungen und deren Dauer festgelegt sind. Die Zeiteinteilung wird etwa eine Woche vor dem Turnier auf Nennung-Online veröffentlicht. Prüfungen dürfen frühestens um 7:00 Uhr morgens beginnen.
Bevor der Reiter auf der Veranstaltung starten kann, muss er die einzelnen genannten Prüfungen melden. Mit dem Melden zeigt der Reiter seine Startbereitschaft an und gibt an, welches der genannten Pferde er in der Prüfung reiten wird. In der Regel ist der Meldeschluss für eine Prüfung 60 Minuten vor Prüfungsbeginn oder am Vorabend. Kurz nach Meldeschluss wird die Starterliste für die Prüfung veröffentlicht. In der Starterliste werden alle gemeldeten Reiter mit ihrem Pferd in der Reihenfolge aufgelistet, in der sie starten werden.

### Organisation
Der veranstaltende Verein stellt den so genannten Turnierleiter, der die Gesamtverantwortung für die Veranstaltung trägt. Der Turnierleiter wird bereits in der Ausschreibung festgelegt.
Außer bei reinen Dressurprüfungen wird ein Parcoursbauer angegeben, der die Parcours in Spring-, Vielseitigkeits- und Fahrprüfungen entwirft und für deren regelgerechten Aufbau verantwortlich ist. Je nach Größe der Pferdeleistungsschau können ein oder mehrere Parcoursbauer zusammenarbeiten. Auch der bzw. die Parcoursbauer sind bereits in der Ausschreibung benannt.
Die Jury, die die einzelnen Ritte beurteilt, sind die Richter. Je nach Anzahl der parallel laufenden Prüfungen ist eine Vielzahl von Richtern im Einsatz. Die Zuordnung der Richter zu den einzelnen Prüfungen erfolgt in der Zeiteinteilung. Ein Richter ist der so genannte LK-Beauftragte. Alle Richter und der LK-Beauftragte sind in der Ausschreibung benannt, Änderungen sind jedoch möglich und häufig.
Sanitäter und oft auch ein Turniertierarzt müssen während der gesamten Veranstaltung anwesend sein.
Neben diesen funktionellen Positionen sind für den reibungslosen Ablauf einer Pferdeleistungsschau eine Reihe meist ehrenamtlicher Helfer wie Parkplatzdienst und Verpflegungspersonal verantwortlich.

### Meldestelle
Die Meldestelle bzw. das Meldestellenpersonal ist die zentrale Verwaltungsstelle einer Pferdeleistungsschau. Es ist zuständig für die formale Abwicklung beginnend bei der Annahme der Nennungen und endend bei der Übergabe der Ergebnislisten an die FN.
Die Meldestelle selbst muss mindestens 30 min vor Beginn der ersten Prüfung eines Tages und längstens bis Ende der letzten Prüfung eines Tages besetzt sein. Das Personal ist Anlaufstelle für jegliche organisatorische Fragen. Wichtigste Aufgaben sind die Annahme der Startmeldungen, die Erstellung der Startlisten, die Verwaltung der Ergebnislisten, die Auszahlung der Geldpreise und die Organisation von nachträglichen Nennungsänderungen wie Reiterwechsel, Pferdewechsel oder Startplatzübernahme oder -nachtrag. Nachträgliche Änderungen sind gegen relativ hohe Gebühren möglich. Die Meldestelle überprüft außerdem, dass jeder Starter das Nenn- bzw. Startgeld bezahlt hat und nimmt Nachzahlungen an. Als Software wird von den Meldestellen in Deutschland üblicherweise TORIS genutzt.

### Ranglistenpunkte
Für jede Platzierung in einer LPO-Prüfung werden dem Reiter Ranglistenpunkte gutgeschrieben. Maßgeblich sind jeweils die Punkte der vorhergehenden Saison – 1. Oktober des vorletzten Jahres bis zum 30. September des letzten Jahres. Die jährlichen Ranglisten der Deutschen Reiterlichen Vereinigung für die einzelnen Disziplinen werden jeweils für diese Zeiträume erstellt.
Falls eine Prüfung aufgrund einer hohen Teilnehmerzahl geteilt werden muss, soll die Einteilung nach Ranglistenpunkten das vorrangige Teilungskriterium sein. So wird sichergestellt, dass ein vergleichbares Teilnehmerfeld entsteht. Weitere zulässige Teilungskriterien sind das Alter von Reitern oder Pferden, der Name des Reiters (alphabetisch), das Geschlecht des Reiters oder die Leistungsklasse des Reiters.